# Galapagosek
Galapagosek (Nesoryzomys) – rodzaj ssaków z podrodziny bawełniaków (Sigmodontinae) w obrębie rodziny chomikowatych (Cricetidae).

## Rozmieszczenie geograficzne
Rodzaj obejmuje gatunki występujące endemicznie w archipelagu Galapagos należącym do Ekwadoru.

## Morfologia
Długość ciała (bez ogona) 100–190 mm, długość ogona 77–163 mm, długość ucha 13–25 mm, długość tylnej stopy 21–40 mm; masa ciała 22–181 g (bez gatunków wymarłych).

## Systematyka
Rodzaj zdefiniował w 1904 roku amerykański zoolog Edmund Heller w artykule poświęconym dokumentom z wyprawy Hopkinsa Stanforda na Galapagos w latach 1898–1899, opisującym ssaki archipelagu Galapagos, z wyłączeniem waleni, opublikowanym w czasopiśmie Proceedings of the California Academy of Sciences. Gatunkiem typowym jest (oryginalne oznaczenie) galapagosek reliktowy (N. indefessus). 

### Etymologia
Nesoryzomys: gr. νησος nēsos ‘wyspa’ (tj. Galapagos); rodzaj Oryzomys S.F. Baird, 1857 (ryżniak).

### Podział systematyczny
Rodzaj Nesoryzomys był włączany do rodzaju ryżniak (Oryzomys) w randze podrodzaju, ale różnice morfologiczne i genetyczne są na tyle duże, że obecnie jest uznawany za odrębny rodzaj. Gryzonie te dostały się na wyspy Galapagos 3–3,5 miliona lat temu. Do rodzaju należą następujące żyjące współcześnie i wymarłe po 1500 roku gatunki:
| Grafika | Gatunek                 | Autor i rok opisu       | Nazwa zwyczajowa        | Podgatunki         | Rozmieszczenie geograficzne | Podstawowe wymiary                           | Status IUCN |
| ------- | ----------------------- | ----------------------- | ----------------------- | ------------------ | --------------------------- | -------------------------------------------- | ----------- |
|         | Nesoryzomys swarthi     | Orr, 1938               | galapagosek opuncjowy   | gatunek monotypowy | wyspa Santiago              | DC: 11–19 cm DO: 10–16,3 cm MC: 31–181 g     | VU          |
|         | Nesoryzomys fernandinae | Hutterer & Hirsch, 1979 | galapagosek wulkaniczny | gatunek monotypowy | wyspa Fernandina            | DC: 10–12,1 cm DO: 7,7–10 cm MC: 22–63 g     | VU          |
|         | Nesoryzomys darwini     | Osgood, 1929            | galapagosek Darwina     | gatunek monotypowy | wyspa Santa Cruz            | DC: do 13,3 cm DO: do 9,1 cm MC: brak danych | EX          |
|         | Nesoryzomys indefessus  | (O. Thomas, 1899)       | galapagosek reliktowy   | gatunek monotypowy | wyspy Santa Cruz i Baltra   | DC: do 16,1 cm DO: 10,8 cm MC: brak danych   | EX          |
|         | Nesoryzomys narboroughi | E. Heller, 1904         | galapagosek kraterowy   | gatunek monotypowy | wyspa Fernandina            | DC: 11–17,2 cm DO: 10–15,2 cm MC: 77–136 g   | VU          |

Kategorie IUCN:  VU  – gatunek narażony,  EX  – gatunek wymarły.
Trzy inne nieopisane gatunki występowały dawniej na wyspach Isabela i Rábida.